# Зарипов, Марат Рустэмович
Марат Рустэмович Зарипов (26 марта 1978 — 28 марта 2025) — гражданин Российской Федерации, в 2024 году обвинённый в несанкционированном доступе к цифровым активам криптовалютной платформы Four Dragons. Скончался в следственном изоляторе №1 города Бишкек (Кыргызская Республика) на этапе следствия, что вызвало общественное обсуждение в стране.

## Дело кражи средств с биржи Four Dragons

### Обстоятельства дела
В феврале 2024 года в работе криптовалютной биржи Four Dragons была зафиксирована компрометация, в результате которой, по информации СМИ, мог быть нанесён ущерб в размере от 10 миллионов до 2,7 миллиарда долларов США.
По версии следствия, Марат Зарипов и Виолетта Дмитриева, ранее связанные с компанией, могли использовать доступ к кошелькам биржи. В числе упоминаемых доказательств фигурировали результаты технической экспертизы и полиграфологического обследования. Сторона защиты отрицала причастность к инциденту.

### Содержание под стражей и смерть
25 марта 2025 года Зарипов был доставлен на судебное заседание в состоянии, вызывавшем обеспокоенность адвокатов. По их заявлению, у него наблюдались гематомы и иные признаки физического воздействия. Представители пострадавшей стороны обратились с просьбой о переводе в другое учреждение и проведении обследования.
28 марта стало известно о его смерти. Государственная служба исполнения наказаний Кыргызской Республики (ГСИН) сообщила, что причиной стали осложнения на фоне цирроза печени, перитонита и полиорганной недостаточности. В независимых источниках высказывались версии о возможных нарушениях условий содержания, однако они не получили официального подтверждения.

### Реакция общественности
После сообщения о гибели Зарипова общественные и правозащитные организации в Кыргызстане и за его пределами выразили обеспокоенность. Национальный центр по предупреждению пыток сообщил о начале мониторинга информации.
Компания Four Dragons, являющаяся пострадавшей стороной, выступила с публичным заявлением о необходимости объективного расследования. Также прозвучали призывы к международным организациям обратить внимание на ситуацию.

### Возможный международный аспект
Некоторые источники сообщали, что инцидент может быть частью транснационального расследования по финансовым операциям, связанным с криптовалютными биржами WhiteBIT, 001K.exchange и Garantex. Однако официальные заявления по данному вопросу отсутствуют.